# Emanuel Berg

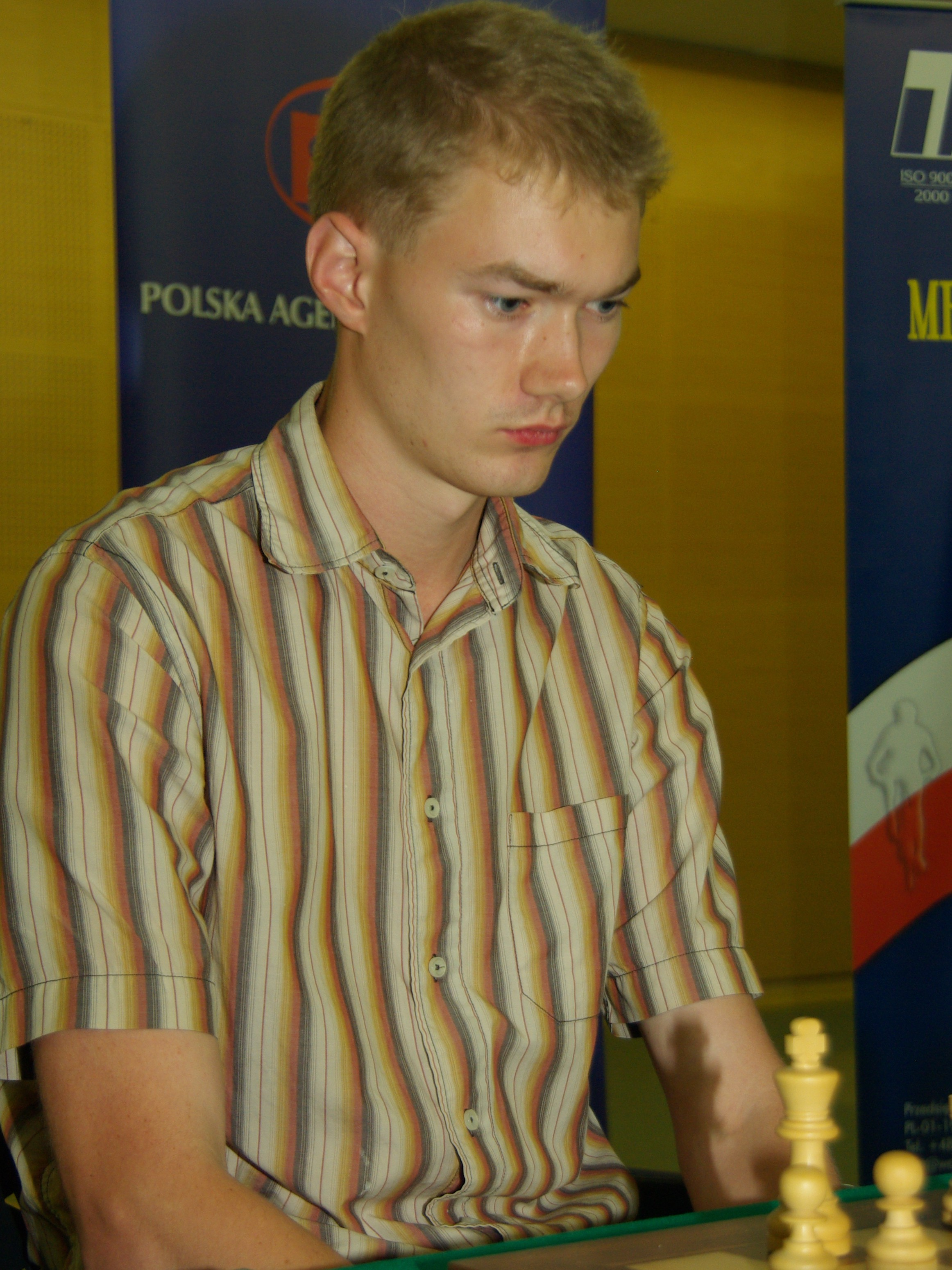
Emanuel Berg, Warschau 2008

Emanuel Berg (Skövde, 28 december 1981) is een Zweedse schaker. Hij is sinds 2004 een grootmeester. Twee keer was hij kampioen van Zweden. 

## Beginjaren
In zijn jeugdjaren werd hij vaak gevraagd uit te komen voor zijn land in diverse leeftijdscategorieën van de Europese Jeugdschaakkampioenschappen en de Wereldkampioenschappen Jeugdschaak. 

## Toernooien
Zijn vorderingen waren langzaam maar gestaag. Hij won toernooien in Boedapest (1999), Skellefteå (2001, gedeeld met Jonny Hector) en Bermuda (2002, na play-off). In 2004 werd hij grootmeester. 
Sinds 1998 nam hij deel aan het kampioenschap van Zweden, hij werd vijf keer tweede (2001, 2004, 2006, 2007 en 2008) en won het kampioenschap in 2009 and 2010. Zijn Elo-rating passerde de 2600. 
In 2004/2005 werd hij gedeeld winnaar van de Rilton Cup in Stockholm, met Volkov en Gleizerov. In juli 2005 werd hij in het toernooi om het kampioenschap van Zweden zesde met 8 pt. uit 13; Stellan Brynell werd kampioen met negen punten. In 2006 werd hij winnaar in Sóller en eindigde hij bij het Keres Memorial als vierde na Ivantsjoek, Karpov en Kasimdzjanov. In 2007 werd hij derde in de C-groep van het Corustoernooi in Wijk aan Zee. In 2007 werd hij gedeeld eerste bij de Politiken Cup. 
Bij de Politiken Cup 2008 eindigde hij een half punt onder de leiders. Eveneens in 2008, werd hij met 7 pt. uit 10 tiende bij de Gibtelecom Masters in Gibraltar, en ook met 7 uit 10 vijfde bij het EU Schaakkampioenschap in Liverpool. Bij het Najdorf Memorial in Warschau eindigde hij gedeeld tweede met Tomi Nyback, onder Krishnan Sasikiran. In 2009 won hij het BPB Limburg Open.  
In 2012 werd hij gedeeld eerste met Slavko Cicak en Hans Tikkanen bij het Västerås Open.

## Teamwedstrijden
Tussen 2002 en 2008 nam Berg deel aan alle Schaakolympiades en aan de Europese Schaakkampioenschappen voor landenteams van 1999, 2003 en 2007. Bij de Olympiade van 2008 behaalde Berg echter slechts 1½ punten uit 9 partijen. Meestal speelt hij aan het eerste bord. 
Berg is een goede vriend van GM Pontus Carlsson, ze schaakten samen voor de succesvolle Sollentuna SK club. In 2009 werd Berg lid van Burgsvik SK, spelend in de derde Zweedse divisie. 
Berg nam vier keer deel aan de European Club Cup, in 2006 en 2007 met Sollentuna SK, in 2010 en 2011 met Oslo Schakselskap.